# فيليب آدامز (لاعب رماية)
فيليب آدامز (بالإنجليزية: Phillip Adams) هو لاعب رماية أسترالي، ولد في 29 يوليو 1945 في فوربس ‏ في أستراليا.

## وصلات خارجية
- فيليب آدامز على موقع أوليمبيديا (الإنجليزية)
- فيليب آدامز على موقع اللجنة الأولمبية الأسترالية (الإنجليزية)
- فيليب آدامز على موقع اتحاد ألعاب الكومنولث (مؤرشف) (الإنجليزية)